# Казімеж Пшибильський
Казімеж Пшибильський (пол. Kazimierz Przybylski; 16 травня 1954) — польський боксер, призер чемпіонату Європи серед аматорів.

## Аматорська кар'єра
Двічі був чемпіоном Польщі. На чемпіонаті Європи 1979 завоював бронзову медаль.
- У 1/8 фіналу переміг Франсіско Хіменеса (Іспанія) — 5-0
- У чвертьфіналі переміг Алі Хасечі (Туреччина) — DQ 3
- У півфіналі програв Віктору Рибакову (СРСР) — RSCI 3